# Rudy Gobert
Rudy Gobert-Bourgarel (Saint-Quentin, 26 de junho de 1992) é um jogador francês de basquete profissional que atualmente joga pelo Minnesota Timberwolves da National Basketball Association (NBA).
Sendo considerado um dos maiores defensores de sua geração, ganhou quatro vezes o prêmio de Jogador Defensivo do Ano da NBA, empatando Dikembe Mutombo e Ben Wallace como os jogadores com o maior número de prêmios na história da NBA. Ele também foi quatro vezes membro do All-NBA Team, sete vezes membro da Equipe Defensiva e foi selecionado três vezes para o All-Star Game.
Em contraste ao seu currículo no esporte, Gobert também ganhou notoriedade quando, março de 2020, após brincar publicamente sobre a doença, testou positivo para COVID-19, tornando-se o primeiro jogador da NBA com um caso confirmado do vírus. Depois que os companheiros de equipe de Gobert no Utah Jazz também testaram positivo, a NBA adiou a temporada de 2019-20 até sua retomada em 30 de julho do mesmo ano.

## Primeiros anos
Gobert nasceu em Saint-Quentin, no norte da França. Seu pai, Rudy Bourgarel, é de Guadalupe e jogou basquete universitário nos Estados Unidos de 1985 a 1988. Ele também jogou basquete profissional em Paris e Saint-Quentin, onde conheceu a mãe de Gobert.
Os pais de Gobert se separaram quando ele tinha cerca de três anos; ele ficou com sua mãe em Saint-Quentin e fez viagens regulares a Guadalupe para ver seu pai. Gobert começou a jogar basquete em 2003 pelo JSC St-Quentin, antes de ingressar no Saint-Quentin BB. Em 2007, ele ingressou no centro de treinamento das categorias de base do Cholet Basket e, em 2010, participou do EuroBasket Sub-18, onde terminou como artilheiro e reboteiro da equipe.

## Carreira profissional

### Cholet (2011–2013)
De 2009 a 2011, Gobert jogou principalmente pela categoria de base do Cholet Basket. Ele teve seu primeiro jogo pelo time profissional em 10 de maio de 2011 e registrou 6 pontos, 5 rebotes, 1 roubo de bola e 1 bloqueio em 13 minutos contra Pau-Lacq-Orthez.
Na temporada de 2011-12, ele teve médias de 4,2 pontos e 3,6 rebotes em 29 jogos. Durante a temporada de 2012–13, ele teve médias de 8,4 pontos e 5,4 rebotes em 27 jogos.

### Utah Jazz (2013–2022)

#### Temporada de 2013–14: Temporada de estreia
Gobert se declarou para o draft da NBA de 2013 e estabeleceu os recordes do Combine para envergadura (2,33) e alcance em pé (2,92). Essas dimensões lhe renderam o apelido de "The Stifle Tower". O recorde de envergadura foi quebrado um ano depois por Walter Tavares.
Em 27 de junho de 2013, Gobert foi selecionado como a 27ª escolha geral pelo Denver Nuggets. Ele foi negociado na noite do draft para o Utah Jazz. Em 6 de julho, ele assinou um contrato de novato de 4 anos e US$5.5 milhões com o Jazz. 
Em 14 de dezembro, ele foi designado para o Bakersfield Jam da G-League. Gobert foi titular em todos os oito jogos e registrou um duplo-duplo em seis desses jogos.
Ele jogou com moderação pelo Jazz na temporada de 2013–14, jogando em 45 dos 82 jogos da equipe na temporada regular.

#### Temporada de 2014-15: Melhorando no segundo ano
Em 24 de outubro de 2014, o Jazz exerceu sua opção de renovação no contrato de novato de Gobert. Em 9 de janeiro de 2015, ele registrou sete bloqueios, o recorde de sua carreira, na derrota para o Oklahoma City Thunder. Em 3 de março, ele teve 15 pontos e 24 rebotes, o recorde de sua carreira, na vitória por 93-82 sobre o Memphis Grizzlies. Seus 24 rebotes ficaram três abaixo do recorde da franquia de 27 estabelecido por Truck Robinson na temporada de 1977-78. Em abril de 2015, ele marcou 20 pontos em dois jogos e terminou a temporada de 2014-15 com 25 duplos-duplos. Ele terminou em terceiro na votação do Prêmio de Jogador que mais Evoluiu.

#### Temporada 2015–16: titular em tempo integral

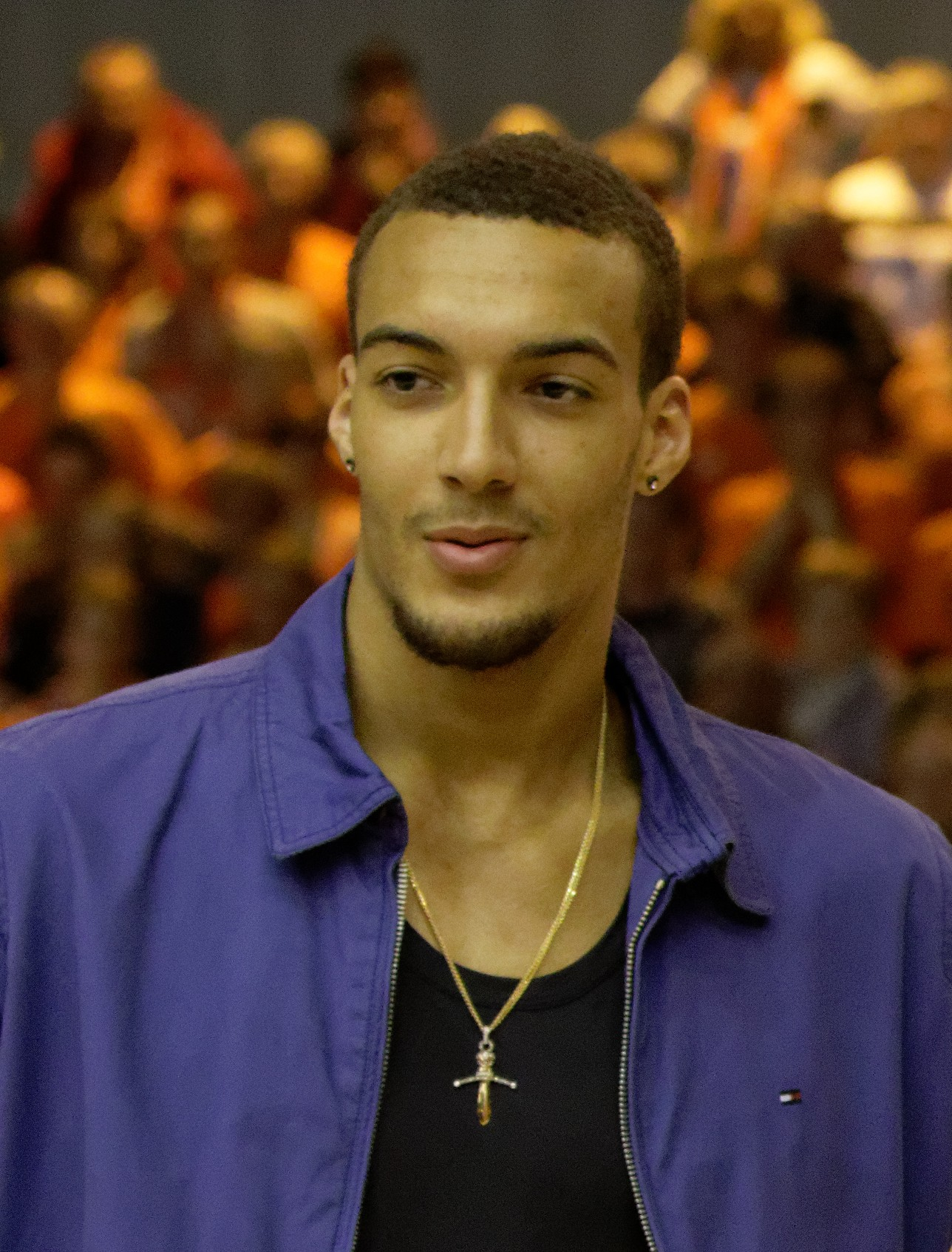
Gobert em 2015

Em 17 de outubro de 2015, o Jazz exerceu sua opção de renovação no contrato de novato de Gobert, estendendo o contrato até a temporada de 2016–17.
Em 2 de dezembro de 2015, ele foi descartado indefinidamente após sofrer uma torção no ligamento colateral medial esquerdo. Ele voltou à ação em 7 de janeiro de 2016 contra o Houston Rockets, após perder 18 jogos devido à lesão. Ele estava limitado a apenas 15 minutos, mas somou seis pontos e três rebotes. Em 16 de janeiro, ele teve o melhor jogo da temporada com 18 pontos, 18 rebotes e 5 bloqueios na vitória por 109-82 sobre o Los Angeles Lakers. Em 27 de fevereiro, ele registrou 12 pontos, 19 rebotes e seis bloqueios na derrota por 98-96 para o Brooklyn Nets.

#### Temporada 2016–17: Primeira aparição All-NBA e líder de bloqueios
Em 31 de outubro de 2016, Gobert assinou uma extensão de contrato de 4 anos e US$ 102 milhões com o Jazz, que na época o tornou o atleta francês mais bem pago de todos os tempos (em termos de salário por ano).
Em 6 de dezembro de 2016, ele marcou 22 pontos na vitória por 112–105 sobre o Phoenix Suns. Quatro dias depois, ele teve 17 pontos, 14 rebotes e seis bloqueios na vitória por 104-84 sobre o Sacramento Kings. Em 10 de janeiro de 2017, em uma vitória sobre o Cleveland Cavaliers, Gobert teve seu 25º jogo consecutivo, o melhor da franquia, com mais de 10 rebotes (14).
Em 20 de janeiro de 2017, ele registrou 27 pontos e 25 rebotes na vitória por 112–107 na prorrogação sobre o Dallas Mavericks. No dia seguinte, ele teve seu 31º duplo-duplo da temporada com 19 pontos e 11 rebotes na vitória por 109-100 sobre o Indiana Pacers. Seus 11 rebotes marcaram seu 30º jogo consecutivo com pelo menos 10 rebotes - apenas quatro outros jogadores da NBA tiveram uma sequência de 30 jogos consecutivos com 10 rebotes desde 1997-98. Sua sequência ininterrupta terminou em 30. 
Em 20 de março, ele teve 16 pontos, 14 rebotes e oito bloqueios, o recorde de sua carreira, na derrota por 107-100 para o Indiana Pacers. Dois dias depois, ele teve 35 pontos, o recorde de sua carreira, e 13 rebotes na vitória por 108-101 sobre o New York Knicks. Onze de seus 13 rebotes foram ofensivos.
No Jogo 1 da primeira rodada dos playoffs contra o Los Angeles Clippers em 15 de abril, Gobert sofreu uma hiperextensão e uma contusão óssea no joelho esquerdo; a lesão ocorreu na primeira posse de bola do jogo. Gobert voltou à escalação para o Jogo 4 e contribuiu para uma vitória por 105–98 com 15 pontos e 13 rebotes. O Jazz eliminou os Clippers com uma vitória por 104–91 no Jogo 7, essa foi a primeira vitória da franquia na pós-temporada desde 2010. No entanto, eles foram derrotados pelo Golden State Warriors no segunda rodada. No final da temporada, Gobert foi nomeado para a Segunda-Equipe da NBA e para a Primeira-Equipe Defensiva da NBA.

#### Temporada de 2017–18: Primeiro DPOY
Gobert começou a temporada de 2017-18 com oito duplos-duplos com média de 2,5 bloqueios, a melhor média da liga. Em 12 de novembro de 2017, ele foi afastado por quatro a seis semanas com uma contusão óssea no joelho direito. Ele voltou antes do esperado, voltando ao time em 4 de dezembro, após perder 11 jogos. No entanto, depois de sofrer uma torção do ligamento cruzado posterior (LCP) no joelho esquerdo e uma contusão óssea em 15 de dezembro, ele foi afastado por pelo menos mais duas semanas. Ele voltou à ação em 19 de janeiro, registrando 23 pontos, 14 rebotes e três bloqueios na derrota por 117-115 para o New York Knicks. Em 2 de março de 2018, ele registrou 26 pontos e 16 rebotes na vitória por 116–108 sobre o Minnesota Timberwolves.
Em maio de 2018, ele foi nomeado para a Primeira-Equipe Defensiva, tornando-se o terceiro jogador do Jazz a ser selecionado múltiplas vezes  ao lado de Karl Malone (1997, 1998 e 1999) e Mark Eaton (1985, 1986 e 1989). Em junho, ele foi nomeado o Jogador Defensivo do Ano, tornando-se o primeiro jogador de Jazz a ganhar o prêmio desde Mark Eaton em 1989, o 5º jogador internacional a ganhar o prêmio, o primeiro francês a ganhar o prêmio e o 12º pivô a ganhar o prêmio.

#### Temporada de 2018–19: Segundo DPOY
Em 25 de dezembro de 2018, Gobert registrou sete bloqueios, o melhor da temporada, na vitória por 117–96 sobre o Portland Trail Blazers. Em 29 de dezembro, ele teve 25 pontos e 16 rebotes para seu 31º duplo-duplo da temporada na vitória por 129-97 sobre o New York Knicks. Ele fez 24 pontos e 12 rebotes no intervalo, marcando a primeira vez que um jogador do Jazz somou pelo menos 20 pontos e 10 rebotes em qualquer intervalo desde Carlos Boozer em fevereiro de 2010.
Em 14 de janeiro, ele empatou o recorde de sua carreira com 25 rebotes na vitória por 100–94 sobre o Detroit Pistons. Em 16 de janeiro, ele registrou 23 pontos e 22 rebotes na vitória por 129–109 sobre o Los Angeles Clippers. Em 18 de março, ele foi nomeado Jogador da Semana da Conferência Oeste. Em 25 de março, ele marcou 27 pontos, o recorde da temporada, e estabeleceu o recorde de enterradas da NBA em uma vitória por 125-92 sobre o Phoenix Suns. Com sua 270ª enterrada da temporada, ele superou as 269 enterradas de Dwight Howard na temporada de 2007-08. Ele terminou a temporada regular com um recorde de 306 enterradas. Na noite de premiação do final da temporada da NBA, Gobert foi eleito o Jogador Defensivo do Ano pela segunda temporada consecutiva.
Gobert foi eleito o Jogador Francês do Ano em 2019. Com isso, ele se tornou o 10º vencedor do prêmio várias vezes e o 9º a vencer consecutivamente.

#### Temporada de 2019–20: Primeiro All-Star Game
Em seus primeiros 45 jogos na temporada de 2019-20, Gobert teve médias de 15,7 pontos e 14,6 rebotes e se tornou uma destaque do Jazz no ataque e na defesa. Em 30 de janeiro de 2020, Gobert, ao lado do seu companheiro de equipe, Donovan Mitchell, foi nomeado reserva da Conferência Oeste para o All-Star Game de 2020.
Em 11 de março de 2020, um jogo entre o Jazz e o Oklahoma City Thunder foi adiado pouco antes do início do jogo, depois que Gobert foi colocado na lista de lesionados devido a uma doença. Ele foi levado a um hospital local e testou positivo para SARS-CoV-2, o vírus responsável pela pandemia de COVID-19. A NBA então suspendeu a temporada indefinidamente. Apenas dois dias antes, Gobert havia tocado jocosamente em todos os microfones e gravadores em uma coletiva de imprensa. Ele se desculpou, dizendo que suas ações foram descuidadas e expuseram outras pessoas à doença e que espera que sua história sirva de alerta para que outras pessoas levem o vírus a sério. Em abril, foi relatado que seu relacionamento com Mitchell havia azedado após seu comportamento descuidado quando infectado com COVID-19 e Gobert admitiu que os dois não se falaram por algum tempo depois. Gobert doou US$ 500.000 para ajudar as pessoas afetadas pelo COVID-19, incluindo funcionários de meio período e serviços relacionados ao COVID.

#### Temporada de 2020-21: Terceiro DPOY e melhor recorde na NBA
Em 20 de dezembro de 2020, Gobert assinou uma extensão de contrato de 5 anos e US $ 205 milhões com o Jazz. A extensão de Gobert foi o terceiro maior contrato da história da NBA e o maior de todos os tempos para um pivô.
Em 23 de fevereiro de 2021, Gobert, ao lado de Donovan Mitchell, foi mais uma vez nomeado reserva da Conferência Oeste para o All-Star Game de 2021, marcando a segunda seleção consecutiva da dupla. Em 22 de março, Gobert registrou 21 pontos, 10 rebotes e nove bloqueios, o recorde de sua carreira, na vitória por 120-95 sobre o Chicago Bulls.
Em 9 de junho de 2021, Gobert foi eleito o Jogador Defensivo do Ano pela terceira vez em quatro anos, tornando-se o quarto jogador na história da NBA a ganhar o prêmio três ou mais vezes. A vitória de Gobert marcou a primeira vez na história da NBA em que quatro prêmios consecutivos de Jogador Defensivo foram conquistados por jogadores internacionais. Em 11 de junho, Gobert registrou 20 rebotes, o recorde de sua carreira nos playoffs, na vitória do Jogo 2 na segunda rodada sobre o Los Angeles Clippers.

#### Temporada de 2021–22: Reboteiro
Em 3 de fevereiro de 2022, Gobert foi nomeado reserva para o All-Star Game de 2022. Ele terminou em terceiro na votação de Jogador Defensivo do Ano, atrás do vencedor Marcus Smart e de Mikal Bridges. Gobert liderou a liga em média de rebotes com 14,7 rebotes e foi o terceiro em bloqueios com média de 2,1 bloqueios. Em 20 de maio, Gobert foi nomeado pela sexta vez consecutiva para a Primeira-Equipe Defensiva.

### Minnesota Timberwolves (2022–Presente)

#### Temporada 2022–23: Primeira temporada em Minneapolis
Em 6 de julho de 2022, Gobert foi negociado com o Minnesota Timberwolves em troca de Patrick Beverley, Malik Beasley, Jarred Vanderbilt, Leandro Bolmaro e Walker Kessler, além de cinco escolhas de primeira rodada.
Em 20 de outubro, Gobert fez sua estreia nos Timberwolves e registrou 23 pontos e 16 rebotes na vitória por 115–108 sobre o Oklahoma City Thunder. Em 28 de outubro, ele registrou 22 pontos e 21 rebotes na vitória por 111–102 sobre o Los Angeles Lakers; esse foi seu 8º jogo de 20/20 na carreira e o primeiro em Minnesota. Em 6 de janeiro de 2023, Gobert registrou 25 pontos e 21 rebotes na vitória por 128-115 sobre o Los Angeles Clippers. Em 3 de março, ele teve 22 pontos e 14 rebotes na vitória por 110–102 sobre os Lakers.
Em 9 de abril, Gobert se envolveu em uma briga física com o companheiro de equipe Kyle Anderson durante um jogo contra o New Orleans Pelicans. Gobert atacou Anderson após uma discussão na linha lateral. O incidente ocorreu durante o segundo quarto e, posteriormente, Gobert foi mandado para casa. No dia seguinte, foi anunciado que Gobert seria suspenso por um jogo em decorrência do incidente.

#### Temporada 2023–24: Quarto DPOY e primeiras finais de conferência
Em 14 de novembro de 2023, Gobert se envolveu em uma altercação em um jogo contra o Golden State Warriors, no qual, durante uma briga, Gobert entrou na briga para separar o armador dos Warriors, Klay Thompson, e seu companheiro de equipe, Jaden McDaniels. O jogador dos Warriors, Draymond Green, colocou Gobert em um mata-leão e o afastou da luta enquanto Gobert tentava separar os dois jogadores. Isso resultou em Green, junto com Thompson e McDaniels, sendo expulsos do jogo por sua participação na briga. Gobert mais tarde chamou as ações de Green de "comportamento de palhaço".
Em 2 de dezembro, Gobert marcou 26 pontos, o recorde pessoal da temporada, junto com 12 rebotes e 3 bloqueios na vitória por 123–117 sobre o Charlotte Hornets. Gobert ganhou o Prêmio de Jogador Defensivo do Ano, após ancorar a defesa nº 1 do Minnesota. Esta foi a quarta vez que ele ganhou o prêmio, empatando com Dikembe Mutombo e Ben Wallace como os maiores na história da NBA.
Em 7 de maio de 2024, Gobert perdeu um jogo de playoffs significativo contra o Denver Nuggets devido ao nascimento de seu filho. Apesar de sua ausência, os Timberwolves, liderados por Anthony Edwards e Karl-Anthony Towns, cada um marcando 27 pontos, conseguiram garantir uma vantagem de 2–0 na série sobre os atuais campeões, mantendo os Nuggets com 34,9% de aproveitamento nos arremessos de quadra. Os Timberwolves chegaram às finais da conferência contra o Dallas Mavericks, mas perderam em 5 jogos. Luka Dončić marcou o arremesso da vitória sobre Gobert no Jogo 2.

#### Temporada 2024–25: Extensão de contrato
Em 23 de outubro de 2024, Gobert assinou uma extensão de contrato de três anos e US$ 110 milhões com os Timberwolves.

## Estatísticas da NBA
|  | Líder da liga              |
|  | Recorde da história da NBA |

#### Temporada regular
| Ano      | Equipe    | PJ  | PT  | MPJ  | AP   | 3P   | LL   | RT   | AS  | BR | TO  | PPJ  |
| -------- | --------- | --- | --- | ---- | ---- | ---- | ---- | ---- | --- | -- | --- | ---- |
| 2013–14  | Utah      | 45  | 0   | 9.6  | .486 | ―    | .492 | 3.4  | .2  | .2 | .9  | 2.3  |
| 2014–15  | Utah      | 82  | 37  | 26.3 | .604 | .000 | .623 | 9.5  | 1.3 | .8 | 2.3 | 8.4  |
| 2015–16  | Utah      | 61  | 60  | 31.7 | .559 | ―    | .569 | 11.0 | 1.5 | .7 | 2.2 | 9.1  |
| 2016–17  | Utah      | 81  | 81  | 33.9 | .661 | .000 | .653 | 12.8 | 1.2 | .6 | 2.6 | 14.0 |
| 2017–18  | Utah      | 56  | 56  | 32.4 | .615 | ―    | .681 | 10.7 | 1.4 | .8 | 2.3 | 13.5 |
| 2018–19  | Utah      | 81  | 80  | 31.8 | .669 | ―    | .636 | 12.9 | 2.0 | .8 | 2.3 | 15.9 |
| 2019–20  | Utah      | 68  | 68  | 34.3 | .693 | ―    | .630 | 13.5 | 1.5 | .8 | 2.0 | 15.1 |
| 2020–21  | Utah      | 71  | 71  | 30.8 | .675 | .000 | .623 | 13.5 | 1.3 | .6 | 2.7 | 14.3 |
| 2021–22  | Utah      | 66  | 66  | 32.1 | .713 | .000 | .690 | 14.7 | 1.1 | .7 | 2.1 | 15.6 |
| 2022–23  | Minnesota | 70  | 70  | 30.7 | .659 | .000 | .644 | 11.6 | 1.2 | .8 | 1.4 | 13.4 |
| 2023-24  | Minnesota | 76  | 76  | 34.1 | .662 | .000 | .638 | 12.9 | 1.3 | .7 | 2.1 | 14.0 |
| Carreira | Carreira  | 757 | 665 | 30.4 | .655 | .000 | .639 | 11.8 | 1.3 | .7 | 2.1 | 12.7 |
| All-Star | All-Star  | 3   | 0   | 14.6 | .900 | —    | .333 | 8.0  | 1.0 | .3 | .3  | 12.3 |

#### Play-in
| Ano  | Equipe    | PJ | PT | MPJ  | AP   | 3P | LL   | RT   | AS  | BR | TO | PPJ  |
| ---- | --------- | -- | -- | ---- | ---- | -- | ---- | ---- | --- | -- | -- | ---- |
| 2023 | Minnesota | 1  | 1  | 32.6 | .545 | —  | .643 | 10.0 | 2.0 | .0 | .0 | 21.0 |

#### Playoffs
| Ano      | Equipe    | PJ | PT | MPJ  | AP   | 3P   | LL   | RT   | AS  | BR  | TO  | PPJ  |
| -------- | --------- | -- | -- | ---- | ---- | ---- | ---- | ---- | --- | --- | --- | ---- |
| 2017     | Utah      | 9  | 9  | 27.3 | .635 | —    | .480 | 9.9  | 1.2 | 1.0 | 1.3 | 11.6 |
| 2018     | Utah      | 11 | 11 | 34.8 | .655 | ―    | .603 | 10.7 | 1.0 | .9  | 2.3 | 13.2 |
| 2019     | Utah      | 5  | 5  | 30.4 | .594 | ―    | .783 | 10.2 | 1.4 | .6  | 2.6 | 11.2 |
| 2020     | Utah      | 7  | 7  | 38.6 | .649 | .000 | .524 | 11.4 | 1.1 | .6  | 1.4 | 14.2 |
| 2022     | Utah      | 6  | 6  | 32.8 | .646 | ―    | .682 | 13.2 | .5  | .2  | 1.0 | 12.0 |
| 2023     | Minnesota | 5  | 5  | 35.4 | .630 | —    | .630 | 12.2 | 2.0 | .4  | 1.0 | 15.0 |
| Carreira | Carreira  | 43 | 43 | 33.2 | .634 | .000 | .617 | 11.2 | 1.2 | .6  | 1.5 | 12.8 |

Fonte:

## Prêmios e homenagens
- 4x NBA Defensive Player of the Year: 2018, 2019, 2021, 2024
- 3x NBA All-Star: 2020, 2021, 2022
- 4x All-NBA Team:
  - Segundo Time: 2017
  - Terceiro Time: 2019, 2020, 2021
- 8x NBA All-Defensive Team:
  - Primeiro Time: 2017, 2018, 2019, 2020, 2021, 2022, 2024
  - Segundo Time: 2025[72]
- Líder em Rebotes por jogo da NBA: 2022
- Líder em Tocos por jogo da NBA: 2017

## Carreira na Seleção

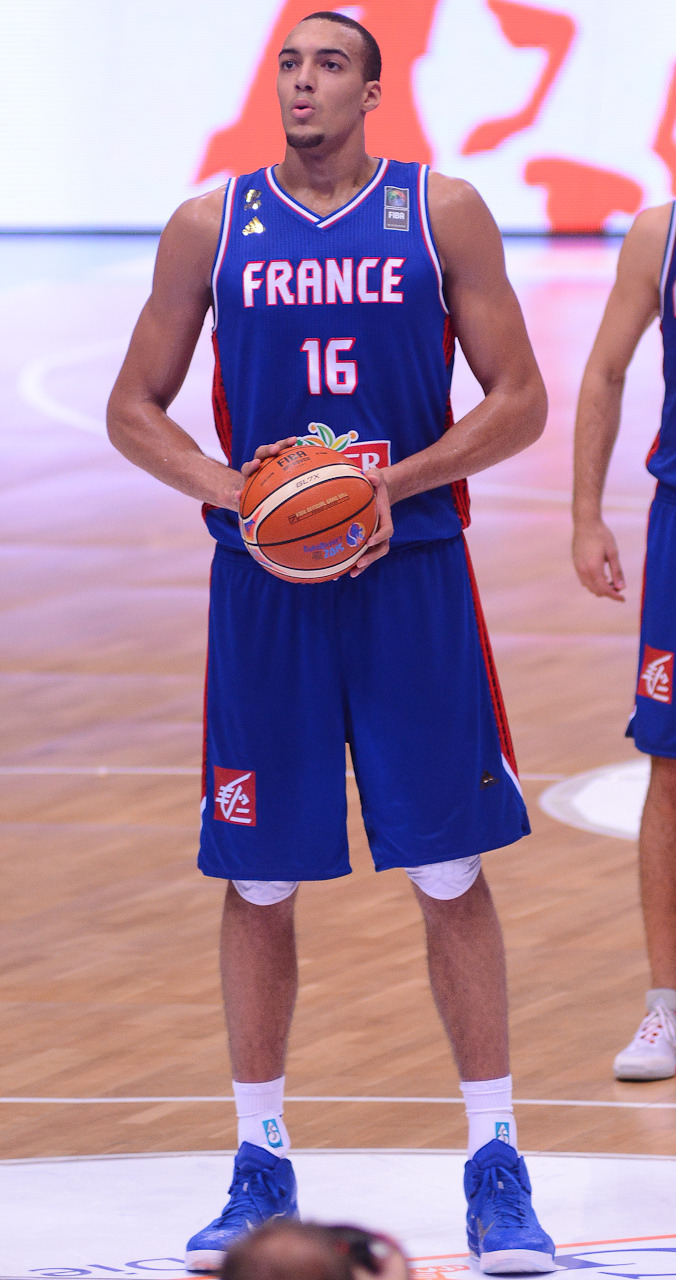
Gobert na Seleção Francesa de 2015

### Seleção Júnior
Gobert ganhou a medalha de bronze no EuroBasket Sub-20 de 2011 e a medalha de prata no de 2012. Na edição de 2012, Gobert foi selecionado para a Equipe do Torneio, ao lado do compatriota Léo Westermann.

### Seleção Sênior
Gobert foi chamado pelo técnico Vincent Collet para ajudar a Seleção Francesa a se preparar para o Jogos Olímpicos de 2012. Ele jogou dois amistosos, marcando 8 pontos. Ele fez parte da equipe que conquistou a medalha de bronze na Copa do Mundo de 2014, onde teve média de 4,1 pontos.
Em 2015, ele ajudou a França a conquistar o bronze no EuroBasket de 2015 com médias de 10,4 pontos, 8,1 rebotes e 2,0 bloqueios durante o torneio.
Nos Jogos Olímpicos de 2016, Gobert disputou cinco jogos pela França e teve média de 5,7 pontos, 7,2 rebotes e 1,8 bloqueios. Ele também conquistou a medalha de bronze com a França na Copa do Mundo de 2019, onde teve médias de 10,1 pontos, 9,1 rebotes, 1,8 assistências, 0,6 roubos de bola e 1,9 bloqueios.
Nos Jogos Olímpicos de 2020, Gobert levou a França à medalha de prata tendo médias de 12,2 pontos e 9,3 rebotes.
Em 2022, ele levou a França à medalha de prata no EuroBasket de 2022 com médias de 12,8 pontos, 9,8 rebotes e 1,2 bloqueios durante o torneio.

Nos Jogos Olímpicos de 2024 em Paris, Gobert ganhou uma medalha de prata com a França após ter médias de 3,3 pontos, 4,0 rebotes e 1,3 bloqueios.